# Hymenanthera
Hymenanthera é um género botânico pertencente à família Violaceae.

## Espécies
- Hymenanthera alpina
- Hymenanthera angustifolia
- Hymenanthera banksii

1. ↑  «Hymenanthera — World Flora Online». www.worldfloraonline.org. Consultado em 19 de agosto de 2020